# Andrew Smith
Andrew Smith (Hawick, 1797. december 3. – London, 1872. augusztus 11.) brit orvos, zoológus és felfedező, aki jelentős szerepet játszott a dél-afrikai flóra és fauna tudományos kutatásában. 1820-ban mint a brit hadsereg orvosa Dél-Afrikába érkezett, ahol mély érdeklődést kezdett mutatni a helyi állatvilág iránt. Ekkor indult el tudományos pályafutása, amely során számos új faj leírásával és a helyi faunát dokumentáló munkájával vált ismertté.
Legismertebb műve az Illustrations of the Zoology of South Africa, amelyben részletesen bemutatta a dél-afrikai állatvilágot, beleértve olyan állatfajokat, amelyek akkoriban még nem voltak ismertek a tudomány előtt. Smith munkája nagy hatással volt a zoológiára, és hozzájárult a dél-afrikai fauna megértéséhez.
Emellett ő volt az, aki számos új állatfaj tudományos leírását tette lehetővé, többek között a híres dél-afrikai vadon élő állatokat. Smith felfedezései és kutatásai alapvető fontosságúak voltak a biológia fejlődésében, különösen az afrikai élővilág megismerésében. Pályafutása során nemcsak zoológusként, hanem a természetkutatás iránti elkötelezett felfedezőként is ismertté vált.

## Művei
- Illustrations of the zoology of South Africa. 5 kötet, Smith, Elder & Co., London 1838–49.